# محمد نصار (كاتب فلسطيني)
محمد نصار كاتب وروائي وقاص فلسطيني ولد عام 1960 في بلدة بيت حانون في قطاع غزة بفلسطين، درس اللغة العربية ثُم عمل موظفًا في وزارة الثقافة الفلسطينية.

## مسيرته المهنية
تخرج محمد نصار في قسم اللغة العربية من جامعة القدس المفتوحة بغزة عام 1996، وعمل بعد تخرجه من الجامعة كموظف في وزارة الثقافة الفلسطينيةـ كما كان عضواً باتحاد الكتاب الفلسطينيين، ثم أصبح عضوًا بالهيئة الإدارية لاتحاد الكتاب الفلسطينيين في الفترة ما بين عامي 1999 – 2005، وعضواً بالأمانة العامة للاتحاد العام للكتاب والأدباء الفلسطينيين حتى استقالته في عام 2018، إلى جانب كونه مسؤول الأنشطة والمؤتمرات في كلا الفترتين.

## المؤلفات
ألف محمد نصار العديد من الكتب والمؤلفات، ومن أهمها:
| سنة النشر | اسم الكتاب             | النوع        | الناشر                           |
| --------- | ---------------------- | ------------ | -------------------------------- |
| 1987      | رحلة العذاب            | رواية        |                                  |
| 1991      | القيد                  | مجموعة قصصية | دار شرف للطباعة والنشر           |
| 1994      | صرخات                  | رواية        | دار البشير للطباعة والنشر        |
| 1996      | في صحبة الشيطان        | مجموعة قصصية | دار الجراح للطباعة والنشر        |
| 1997      | أحلام                  | رواية        | دار البشير للطباعة والنشر        |
| 1999      | العشاء الاخير          | مجموعة قصصية | دار الأمل للطباعة والنشر.        |
| 2003      | تجليات الروح           | رواية        | دار الأمل للطباعة والنشر.        |
| 2005      | من وحي الانتفاضة       | مقالات       | اتحاد الكتاب الفلسطينيين .       |
| 2005      | صفحات من سيرة المبروكة | رواية        | دار ومضة للنشر والتوزيع والترجمة |
| 2007      | سوق الدير              | رواية        |                                  |
| 2009      | ليل المخيم             | رواية        |                                  |
| 2011      | ضفاف من نور            |              |                                  |
| 2012      | في ثنايا السيرة        |              |                                  |
| 2014      | وجع أيوب               | رواية        | دار الكلمة للطباعة و النشر       |
|           | عبدو هيبا              | رواية        |                                  |

## الأعمال المقتبسة
تحولت رواية «صرخات» للكاتب والروائي محمد نصار إلى فيلم سينمائي عرض عام 2000 بعنوان «نزيف القلب»، كما اقتبس عن قصة «الفيلسوف والصرصار» التي صدرت ضمن مجموعته القصصية «في صحبة الشيطان» فيلماً صامتاً قصيراً حمل عنوان «الشارع».

## التكريمات والجوائز
حظي الكاتب والروائي محمد نصار بتكريم العديد من الجهات ونال عددًا من الجوائز من أبرزها جائزة فلسطين للآداب التي فاز بها في عام 2022.